# Кейт, Лорен
Лорен Кейт (англ. Lauren Kate; род. 21 марта 1981, Дейтон, Огайо) — американская писательница книг подростковой фантастики. Автор серии романов «Предательство Натали Харгров» и «Падшие», который 8 января 2010 года занял третье место в списке бестселлеров по версии «Нью-Йорк Таймс» в разделе книг для детей. По состоянию на 6 апреля 2011 года «Падшие» с некоторыми перерывами провели в этом списке один год и четыре месяца.
Роман «Обреченные», продолжение книги «Падшие», вышел 28 сентября 2010 года. Он сразу попал на первое место в списке бестселлеров по версии «Нью-Йорк Таймс», оставаясь на этой позиции и через неделю 17 октября. Издание «Падших» в мягкой обложке также дебютировало в списке под номером один. Третья книга из серии «Падшие» под названием «Страсть» вышла 14 июня 2011 года. В этот было выпущено и новое издание «Предательства Натали Харгров», а также «Обреченные» в мягкой обложке.
В 2016 году были съемки фильма по первой книге, права на экранизацию всей серии книг приобрела студия Disney.

## Биография
Лорен Кейт родилась в Дейтоне, штат Огайо, но выросла в Далласе, штат Техас. Она посещала колледж в Атланте, штат Джорджия. По словам Лорен, её впечатление от старого юга в Атланте вдохновило её на выбор академии времен Гражданской войны как место действия в романе «Падшие».
Произведения Кейт получили мировую известность и были переведены на 30 языков. Суммарный тираж её книг превысил 10 миллионов экземпляров. В данный момент проживает в Лос-Анджелесе вместе с дочкой 2013 года рождения и сыном 2014 года рождения.

## Серия «Падшие»

### «Падшие»
Девушка Люси попадает в коррекционную школу «Меч и Крест», где её внимание привлекают два не совсем обычных парня, которые впоследствии оказываются падшими ангелами. В процессе чтения открываются удивительные подробности, которые оставляют после себя лишь ещё больше загадок о прошлом Люси, с самого начало покрытом завесой тайны. Люси выясняет, что её и Даниэля связывают тысячелетия, в течение которых они встречаются каждые семнадцать лет, и каждый раз Люси погибает, чтобы потом вновь влюбиться и вновь умереть. Но в этот раз замкнутый круг, кажется, нарушился. И это может перевернуть весь мир.

### «Обреченные»
Люсинда, находясь в школе «Береговой линии» вместе с нефилимами, пытается разузнать больше о своих прошлых жизнях и о том, что так старательно от неё скрывают Кэм и Даниэль. Действительно ли Даниэль тот, за кого себя выдает? И так ли безопасно в школе «Береговой линии»? Ведь охота за Люси все ещё продолжается.

### «Страсть»
Люси покидает Даниэля и своих друзей, чтобы отправиться в полное опасностей путешествие в неизвестность. Она хочет окончательно выяснить всё о себе и узнать, почему ангелы, демоны и изгои так отчаянно за неё борются. От того, чья сторона выйдет из Великой битвы победителем, зависит судьба всего мира. Люси увидит разные страны и разные времена, раскрывая невероятные тайны своих прошлых жизней.

### «Влюбленные»
Это сборник рассказов, приоткрывающих завесу тайны над жизнью нескольких главных героев в Средние века.

### «Вознесение»
По словам автора, это будет заключительная книга серии.

## Другие книги

### «Предательство Натали Харгров»
Красавица Натали готова, кажется, убить, чтобы стать принцессой в школе. Но её бойфренд, Майк, рискует упустить возможность стать принцем в пользу неприятеля Натали, Джастина Балмера. Натали предлагает Майку сыграть злую шутку над Джастином, но все идет совсем не так, как надо. Судьба решила сама подшутить над Натали — привязанного по задумке Натали к церкви Джастина находят мертвым.
Слеза (Teardrop) одна из её книг опубликованная 22 октября 2013 года.

## Серии книг

### Падшие
- «Падшие» (англ. Fallen) — 9 декабря 2009
- «Обреченные» (англ. Torment) — 28 сентября 2010
- «Страсть» (англ. Passion) — 14 июня 2011
- «Влюбленные» (англ. Fallen In Love) — 24 января 2012
- «Вознесение» (англ. Rapture) — 12 июня 2012
- «Непрощенный» (англ. Unforgiven) - 10 ноября 2015
- «Ангелы во тьме» (англ. Angels In The Dark (Kindle))

### Другие книги
- «Предательство Натали Харгров» (англ. The Betrayal of Natalie Hargrove) — ноябрь 2009